# Jurinella producta
Jurinella producta là một loài ruồi trong họ Tachinidae.